# Grottes de Shivneri
Les grottes de Shivneri (शिवनेरी लेणी) sont des grottes artificielles creusées pour des moines bouddhistes vers le Ier siècle av. J.-C. Elles sont situées sur la colline de Shivneri, à environ 2 km au sud-ouest de Junnar, ville de l'Inde. D'autres grottes des environs de la ville de Junnar sont : les grottes de Manmodi (en), les grottes de Lenyadri (en), et les grottes de Tulja (en).

## Description
Les grottes bouddhistes de Shivneri se situent à proximité du fort de Shivneri sur le sommet de la colline, où Shivaji est né. C'est un groupe de 60 grottes qui ont été creusées dans la première partie du Ier siècle après J.-C Au début du IIe siècle de notre ère, ces grottes ont été un centre florissant d'activités bouddhistes. Les grottes sont essentiellement constituées de viharas ou de petites cellules, mais il y a aussi des Chaityas. Les grottes sont disséminées sur les trois faces du triangle ouest-est-sud formé par la montagne de Shivneri.
Les grottes sont disséminées autour de la colline, et catégorisées en plusieurs groupes : le groupe Est (1, 2 et 3), le groupe Ouest, et le groupe Sud. Parmi les grottes les plus importantes, on peut mentionner :
- Grotte 26 – un Vihara à deux étages
- Grotte de 45 – Connue sous le nom de “Bara-kotri”, elle a 12 cellules pour les moines résidents.

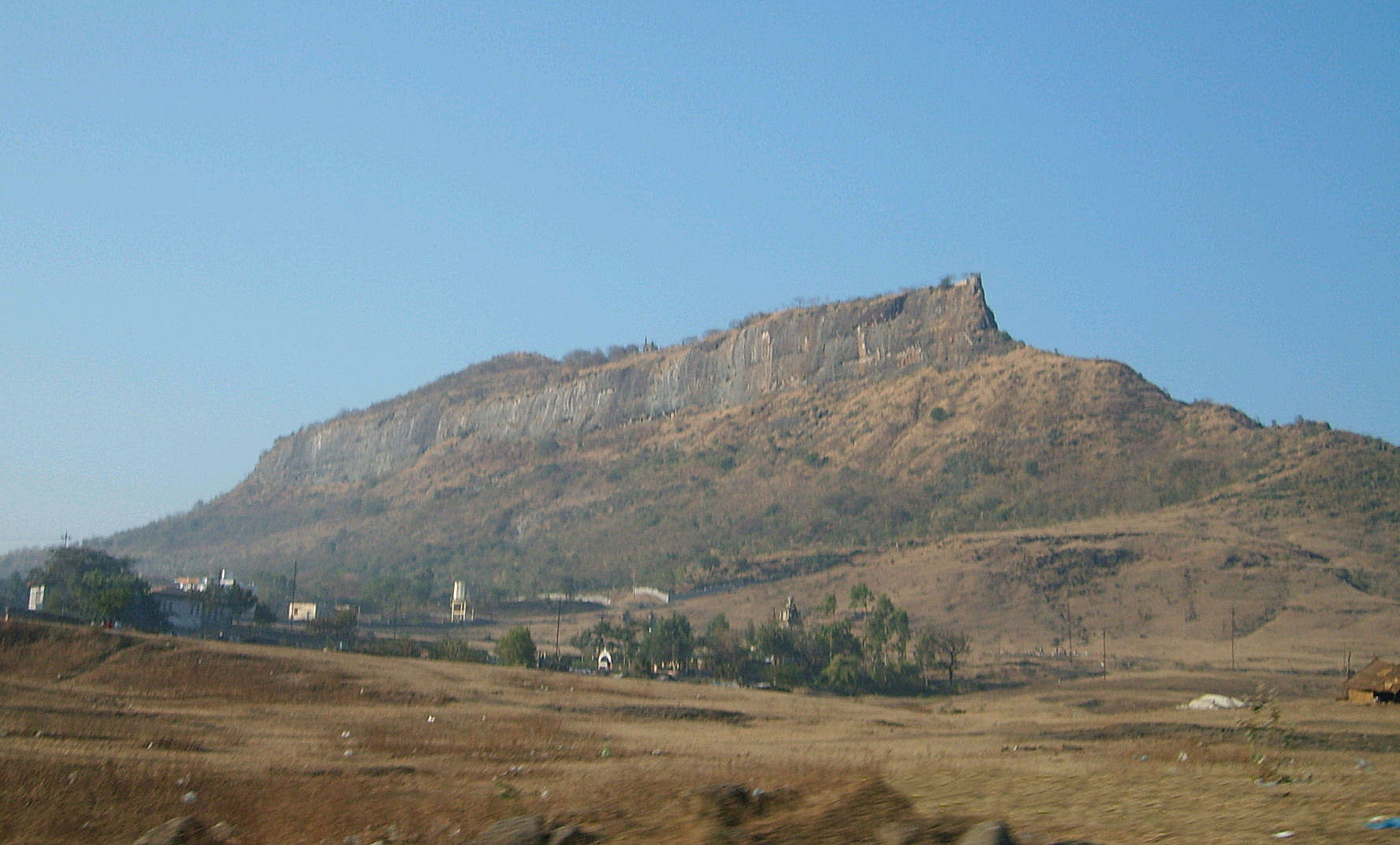
Colline de Shivneri, côté est, vu de Junnar.
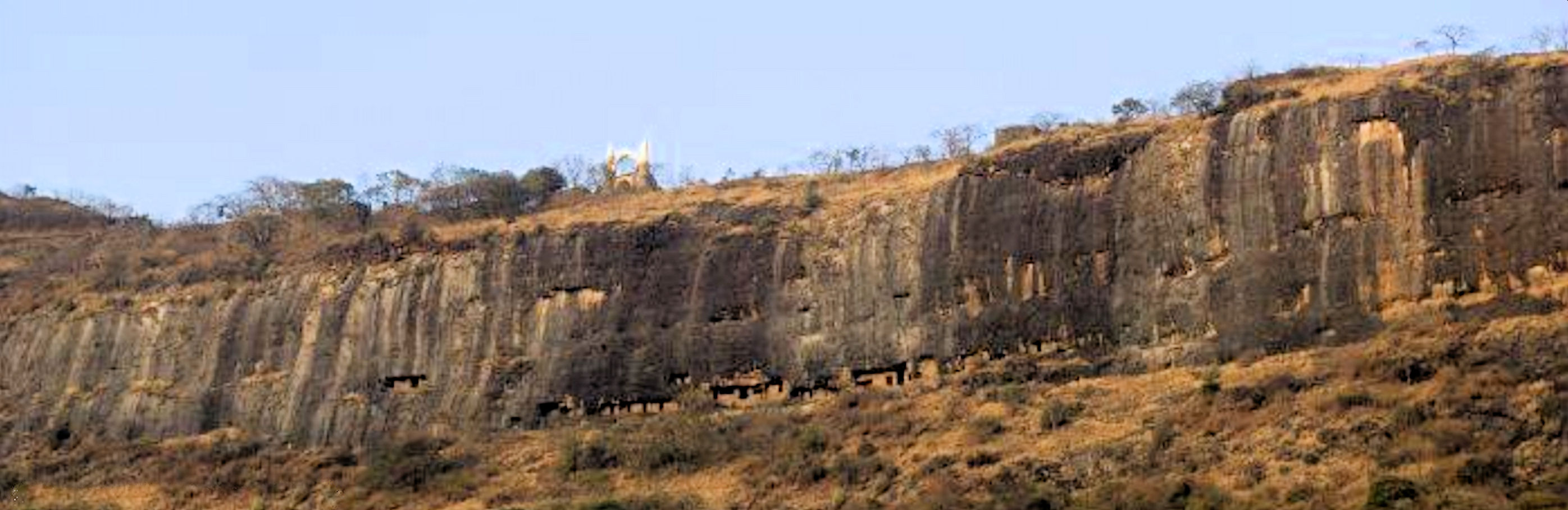
Shivneri face Est, Groupe 3.
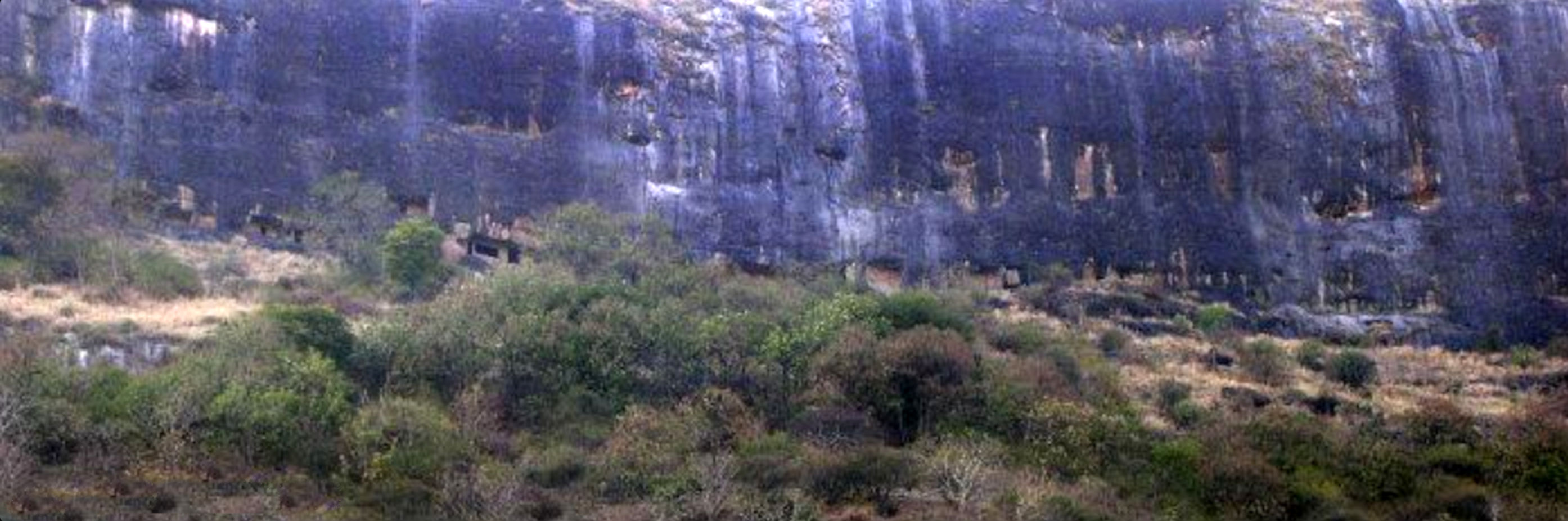
Shivneri face Est, Groupe 1.
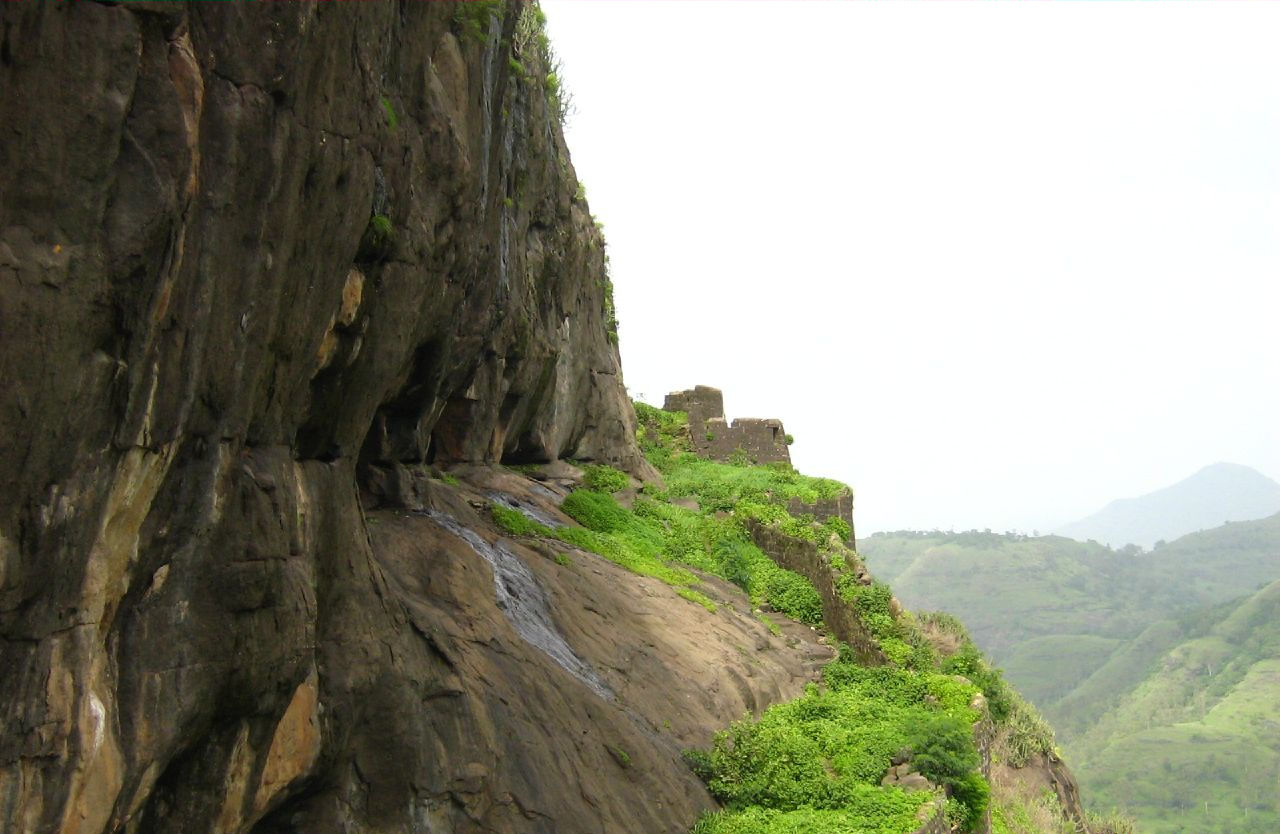
Grottes de Shivneri.

### Face sud: Grande Chaitya (Grotteno47)
La grotte no 47 se trouve sur le face sud de Shivneri (19° 11′ 40″ N, 73° 51′ 23″ E). Elle est une des Chaityas les plus remarquables du groupe. À l'intérieur se trouvent deux piliers à base arrondie et chapiteau à étages, similaires à ceux que l'on peut trouver à Nasik (grottes de Pandaleveni). Le hall mesure 9,9 × 6,5 m, et a une hauteur de 5,8 m La grotte contient un très beau stūpa avec à son sommet un motif "en rail" ("rail pattern"). Il est surmonté d'un parasol. Le plafond est peint en couleur, formé de carrés dans lesquels se trouvent des cercles de couleur concentriques (orange, marron et blanc).
La chaitya possède sur sa face extérieure l'inscription dédicatoire d'un commerçant :

« Un don pieux de charité, conçu pour le sanctuaire, pour le bien et le bonheur de tous, par Virasenaka, distingué chef de famille, confesseur du Dharma. »

— Inscription de la grande Chaitya.

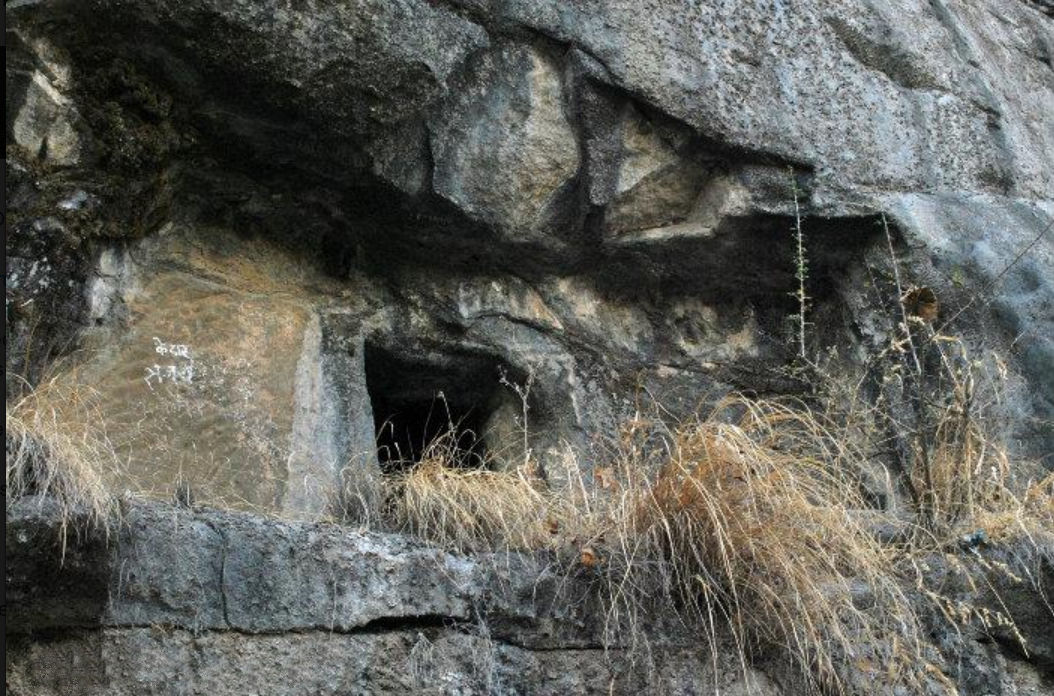
Vestiges d'une des cellules de la face Sud de Shivneri.
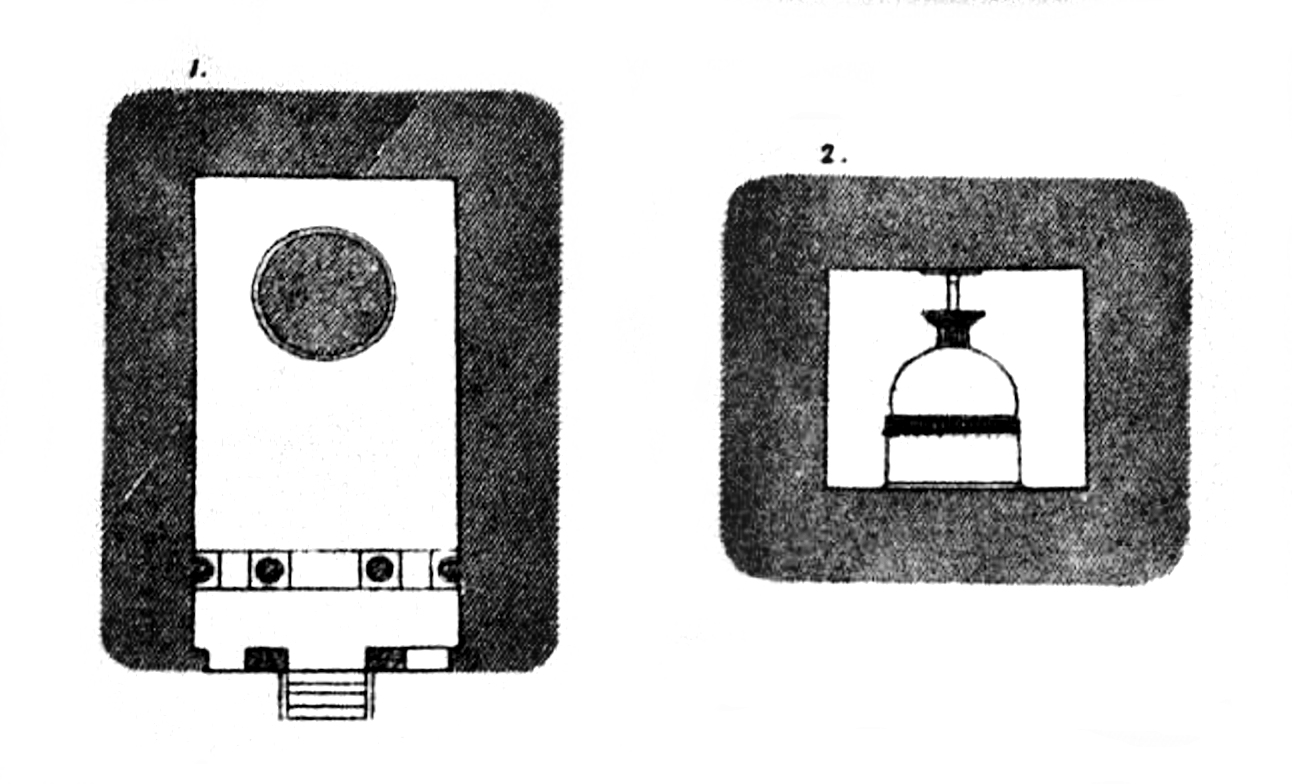
Plan et section de la Chaitya.
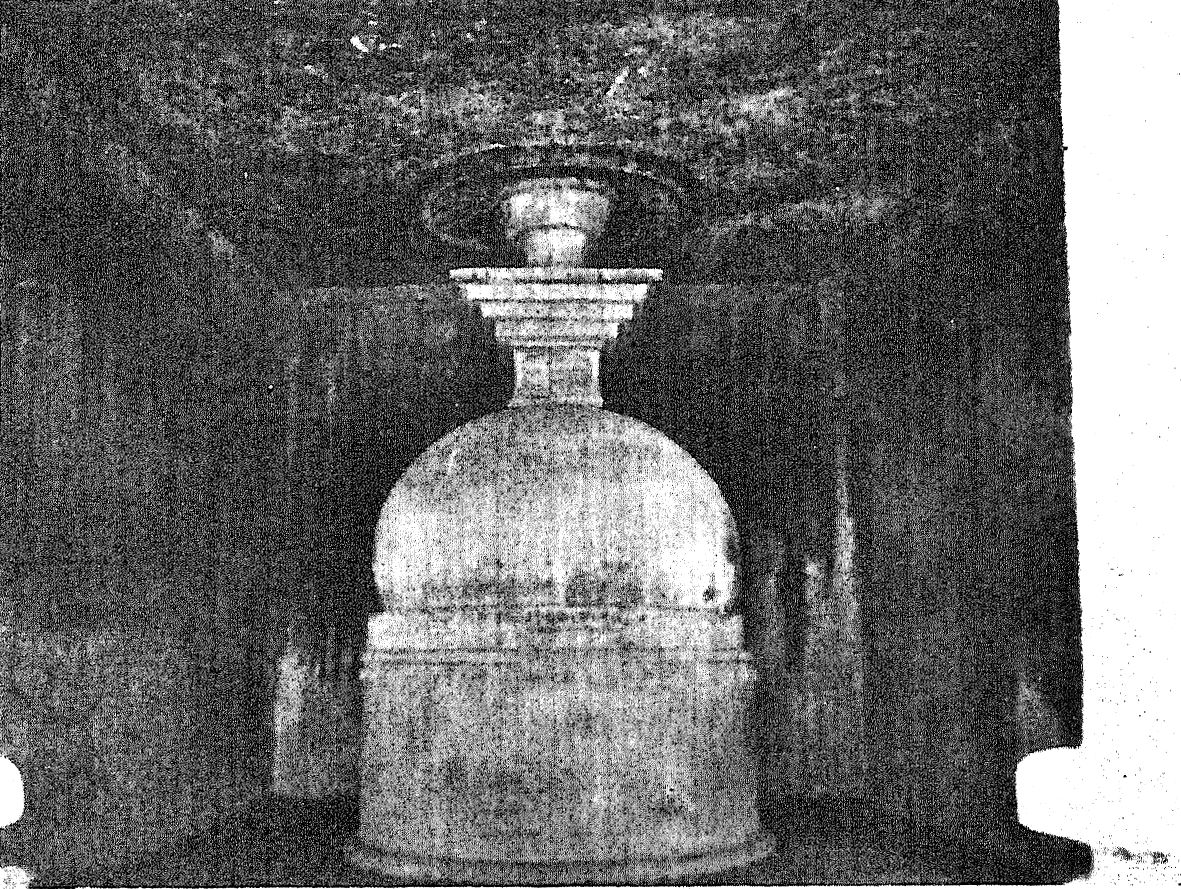
stūpa, grotte n°47.
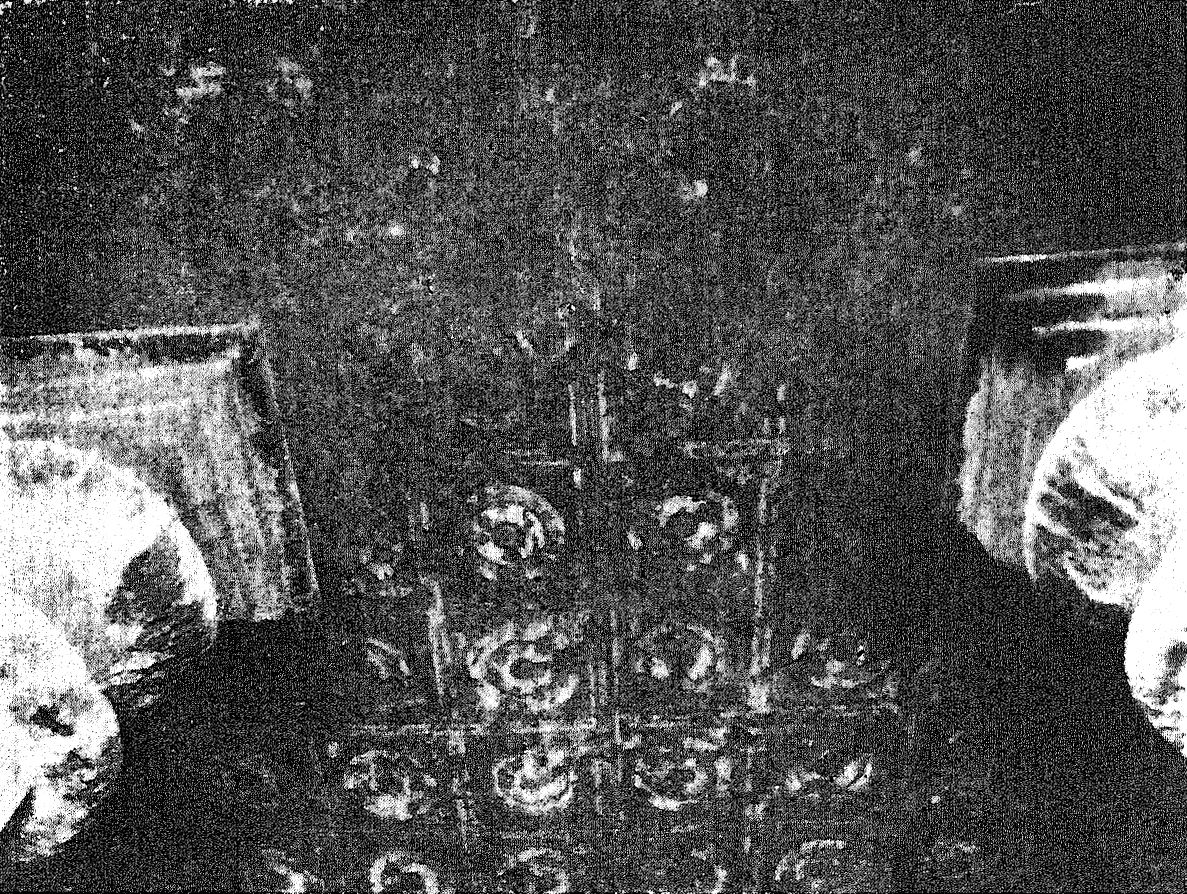
Peintures au plafond, grotte n°47.
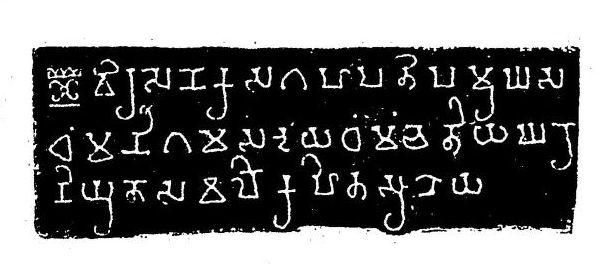
L'inscription dédicatoire de la Chaitya.
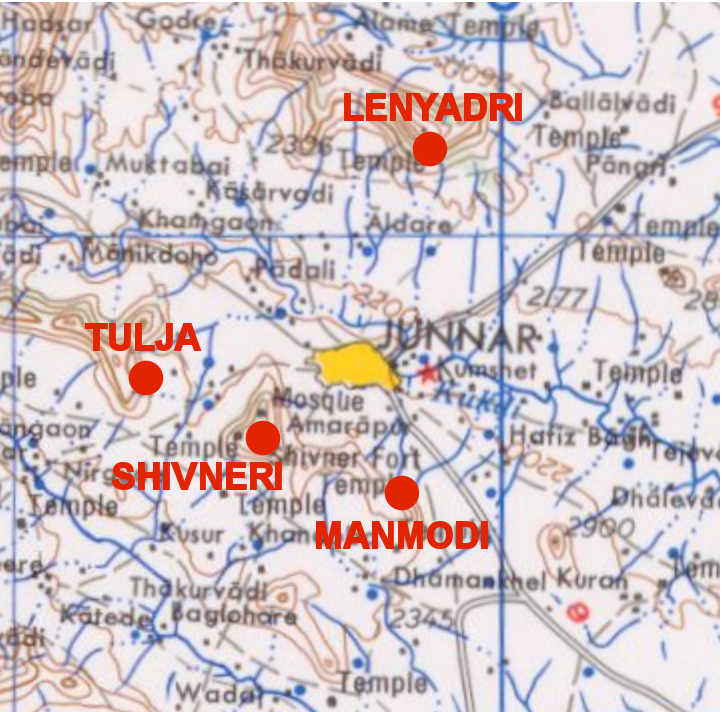
Emplacement des grottes bouddhistes, dont les grottes de Shivneri, autour de la ville de Junnar.

## Inscriptions de Yavanas

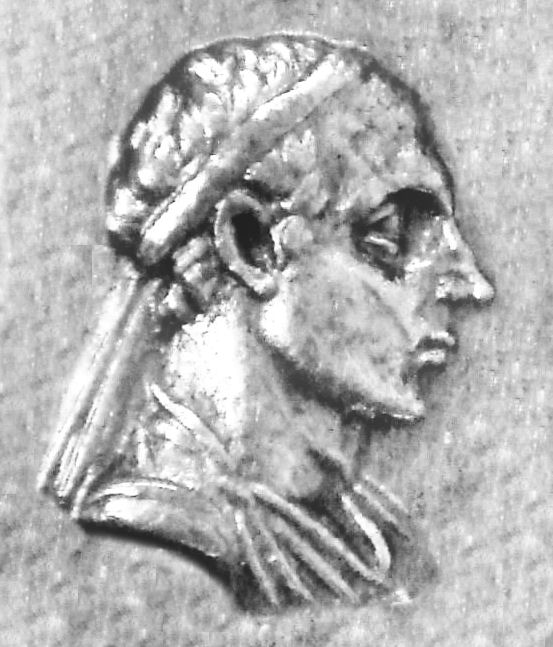
Portrait de Ménandre Ier, un roi "Yavana".

Deux inscriptions bouddhistes faites par des Yavanas (en) (Indo-Grecs) ont été retrouvées à Shivneri. Elles suggèrent l'implication des descendants des Grecs en Inde dans le Bouddhisme, ainsi que la présence continue et l'acculturation progressive des Grecs en Inde au Ier siècle après J.-C.
| Traduction en français                                                | Translitération                              | Sanskrit en script Brahmi |
| --------------------------------------------------------------------- | -------------------------------------------- | ------------------------- |
| "Don de deux citernes de la part d'Irila le Yavana, au nom des Gatas" | Yavanasa Irilasa Gatâna deyadhama be podhiyo |                           |

On peut noter le symbole bouddhique de la swastika non-inversée, juste avant le mot "Yavanasa".
| Traduction en Français                                                                            | Translitération                                      | Sanskrit en script Brahmi |
| ------------------------------------------------------------------------------------------------- | ---------------------------------------------------- | ------------------------- |
| "Don d'un réfectoire pour la communauté (Sangha) de la part de Cita le Yavana, au nom des Gatas." | Yavaṇasa Citasa Gatâna bhojaṇamatapo deyadhama saghe |                           |

On peut noter dans l'inscription les symboles bouddhiques du triratna et de la swastika inversée de part et d'autre du premier mot "Yavanasa".

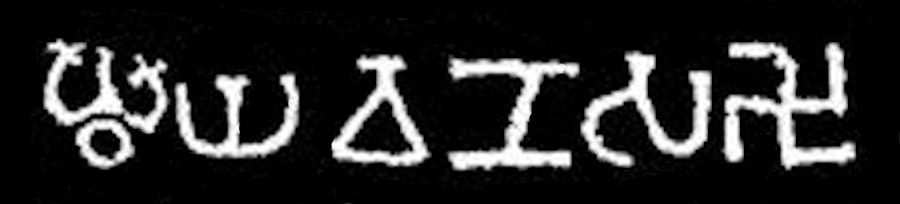
Le mot "Ya-va-ṇa-sa" en Brahmi, entouré de symboles bouddhiques (triratna et swastika). Grotte 67. Ici le "na" est écrit "ṇa", avec la consonne rétroflexe "ṇ", qui est aussi une variation courante de "n".

D'autres inscriptions similaires mentionnant des donations de la part de Yavanas ont été trouvées aux grottes de Karla, aux grottes de Pandavleni (en) (grottes de Nashik), ainsi qu'aux grottes de Manmodi (en).